# Laser azotowy

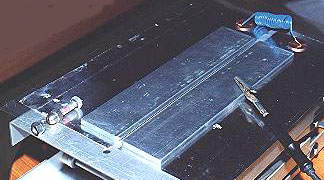
Model lasera azotowego, po lewej stronie przerwa iskrowa między dwoma nakrętkami.

Laser azotowy – laser gazowy, którego ośrodkiem czynnym jest azot. Jest to laser trójpoziomowy, czyli górny poziom laserowy jest bezpośrednio pompowany. Laser azotowy najsilniej emituje w ultrafiolecie dla długości fali 337,1 nm i pracuje wyłącznie w trybie impulsowym.
Sprawność laserów azotowych jest stosunkowo niska, najczęściej wynosi ona około 0,1%. W literaturze można znaleźć kilka przypadków mówiących o laserach azotowych osiągających do 3% sprawności.

## Zastosowania
- pompowanie laserów barwnikowych
- pomiar zanieczyszczenia powietrza (lidar)
- badania naukowe